# Ignacio Allende, Jerez
Ignacio Allende är en ort i Mexiko.   Den ligger i kommunen Jerez och delstaten Zacatecas, i den centrala delen av landet, 500 km nordväst om huvudstaden Mexico City. Ignacio Allende ligger 1 942 meter över havet och antalet invånare är 202.
Terrängen runt Ignacio Allende är kuperad söderut, men norrut är den platt. Ignacio Allende ligger nere i en dal. Runt Ignacio Allende är det glesbefolkat, med 12 invånare per kvadratkilometer. Närmaste större samhälle är Jerez de García Salinas, 13,2 km norr om Ignacio Allende. Trakten runt Ignacio Allende består i huvudsak av gräsmarker.